# Tomaszowskie Towarzystwo Wioślarskie

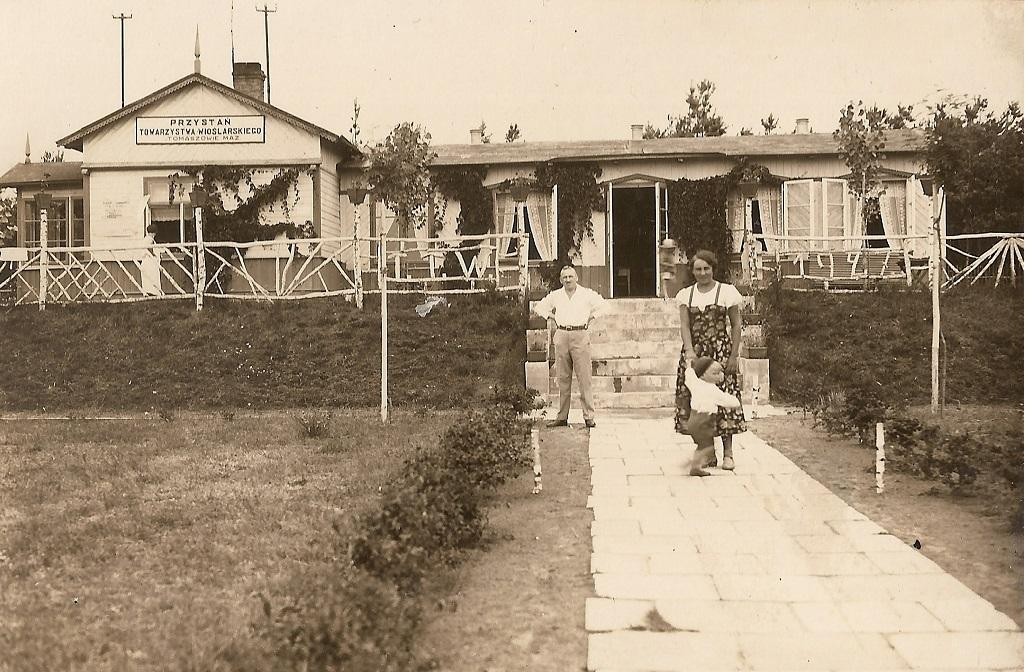
Budynek przystani

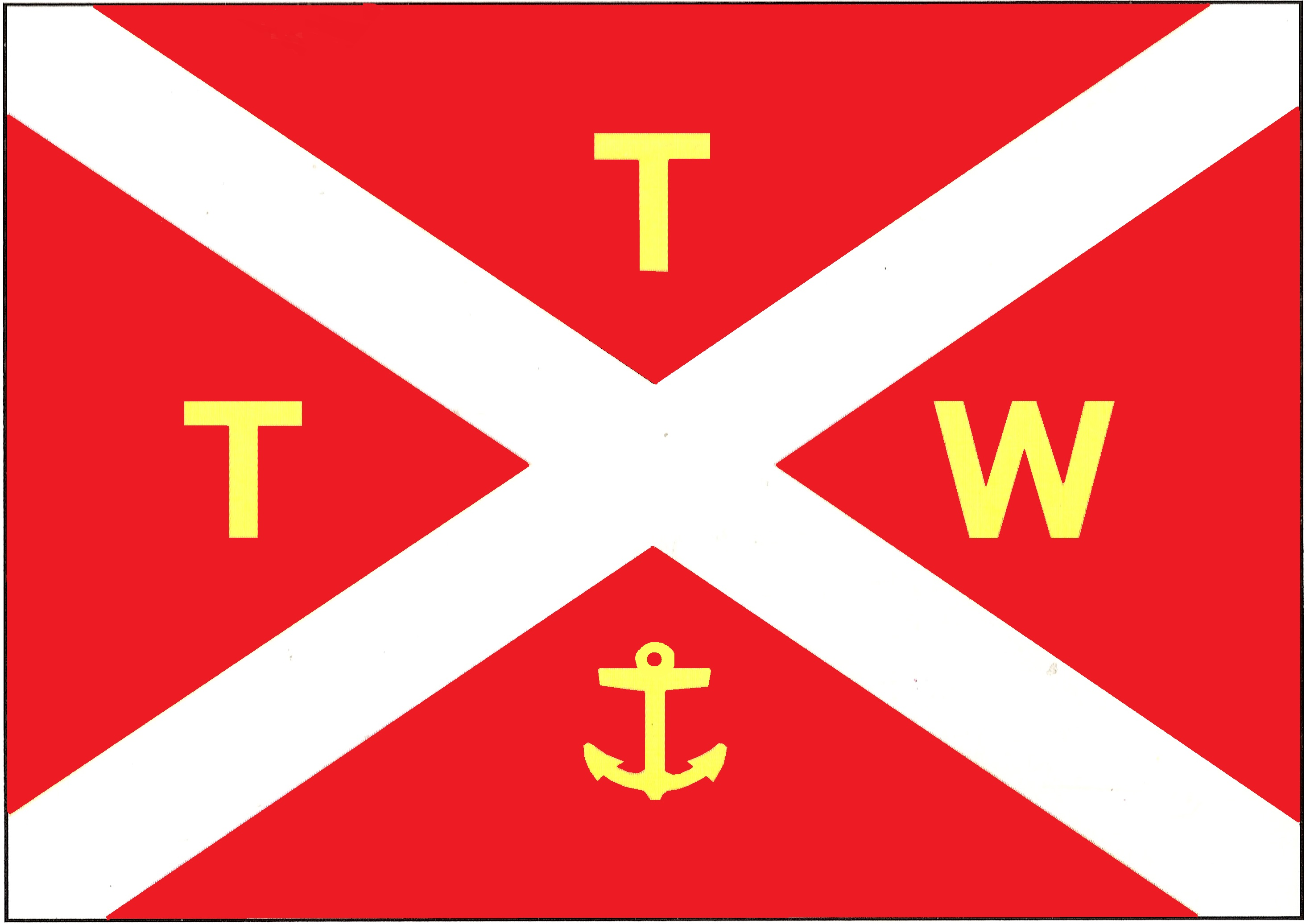
Bandera Towarzystwa

Tomaszowskie Towarzystwo Wioślarskie w Tomaszowie Mazowieckim (zwane również: TTW w Tomaszowie Maz.) – klub wioślarski założony 6 maja 1927 w Tomaszowie Mazowieckim. Jedna z najstarszych organizacji sportowych powiatu tomaszowskiego. Rozwiązany po wybuchu II wojny światowej.

## Historia

### Okres dwudziestolecia międzywojennego
Inicjatywa założenia towarzystwa wioślarskiego wyszła od Jana Nowierskiego, kierownika wychowania fizycznego w szkołach średnich w Tomaszowie Mazowieckim. 6 maja 1927 odbyło się zebranie założycielskie TTW, podczas którego przyjęto statut i zawiązano komitet założycielski. Pierwszym prezesem wybrano J. Amroziewicza, a wiceprezesem F. Pruskiego. W pierwszym roku działalności liczba członków klubu osiągnęła 120.
Na wydzierżawionej od hrabiego J. Ostrowskiego nieruchomości nad Pilicą, TTW wybudowało przystań klubową. Jej uroczyste otwarcie nastąpiło 16 czerwca 1929. Klub zakupił kilka łodzi klepkowych, co umożliwiało odbywanie wycieczek i szkolenie wioślarzy. Posiadał również sekcję kajakarsko-turystyczną. 
Towarzystwo miało na celu uprawianie i krzewienie sportu wioślarskiego, żeglarskiego i pływackiego, a także organizowanie życia towarzyskiego. Oprócz tego, TTW organizowało też na przystani zabawy, tańce, a nawet koncerty muzyki poważnej. Było to organizacja elitarna, do którego kandydatów wprowadzali jego członkowie, a składki były kwotami relatywnie wysokimi. Szczególnie hucznie odbywały się na przystani obchody wianków oraz coroczne otwarcie sezonu wioślarskiego. Organizowano też imprezy sylwestrowe.

### II wojna światowa i okres powojenny
Wybuch II wojny światowej przerwał działalność klubu. Niemcy przejęli nieruchomość TTW, podczas gdy Polakom zabronione było uprawianie jakichkolwiek sportów. Z przystani korzystali w czasie wojny m.in. członkowie Hitlerjugend, a na jej terenie Niemcy wybudowali pod koniec 1944 r. żelbetowy bunkier. Zabudowania TTW przetrwały walki w 1945 r., jednak po wojnie nie doszło do wznowienia działalności klubu. Do próby reaktywacji towarzystwa doszło na początku XXI w. Pomimo ponownego jego zarejestrowania w rejestrze Starosty Tomaszowskiego oraz uzyskania członkostwa Polskiego Związku Towarzystw Wioślarskich, realna działalność nie została podjęta. Od początku XXI w. na przystani obywa się Ogólnopolski Spływ Kajakowy „Pilica Zachwyca” im. Doroty Ambroziak, realizowany w ramach projektu Grand Prix Polskiego Związku Kajakowego.  

## Barwy klubu i wioseł
Barwami klubu była flaga w kolorze czerwonym z poprzecznym białym krzyżem oraz inicjałami T.T.W. i kotwicą. Barwy wioseł wyglądały podobnie z tym, że ograniczały się do czerwonych piór z poprzecznym białym krzyżem.

## Rywalizacja sportowa
Rywalizacja sportowa nie była priorytetem działalności towarzystwa. Jego członkowie uczestniczyli wyłącznie w lokalnych zawodach wioślarskich, natomiast praktycznie nie brali udziału w rywalizacji krajowej. Klub jest nieklasyfikowany w tabelach punktacyjnych Polskiego Związku Towarzystw Wioślarskich za lata 1925–1939. Członkowie TTW odbywali za to długie (często wielodniowe) wycieczki wioślarskie.

## Galeria zdjęć

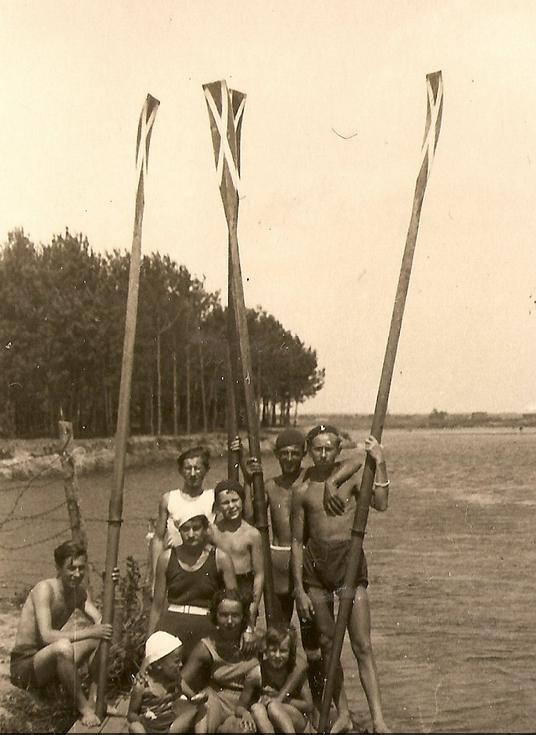
Zawodnicy z wiosłami w barwach klubowych
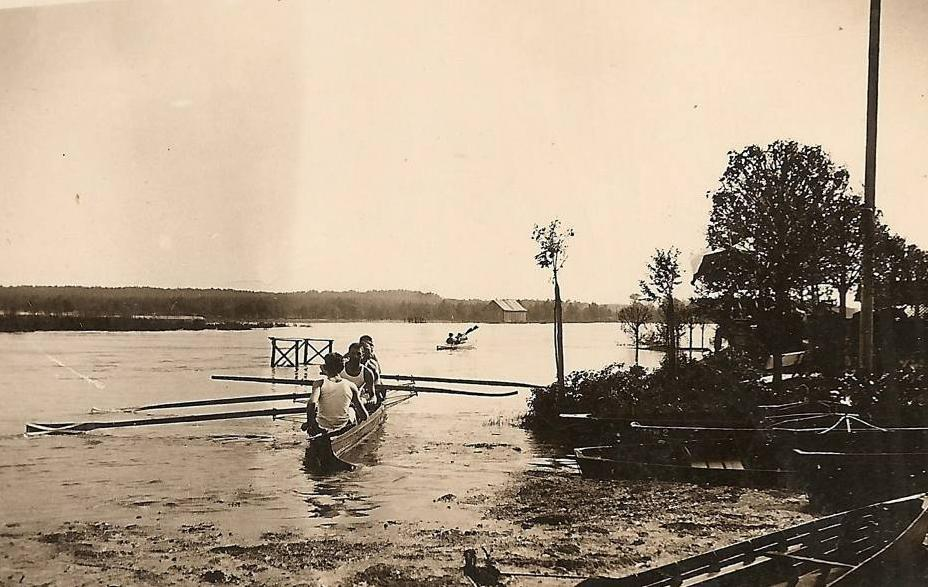
Klubowa czwórka ze sternikiem na Pilicy
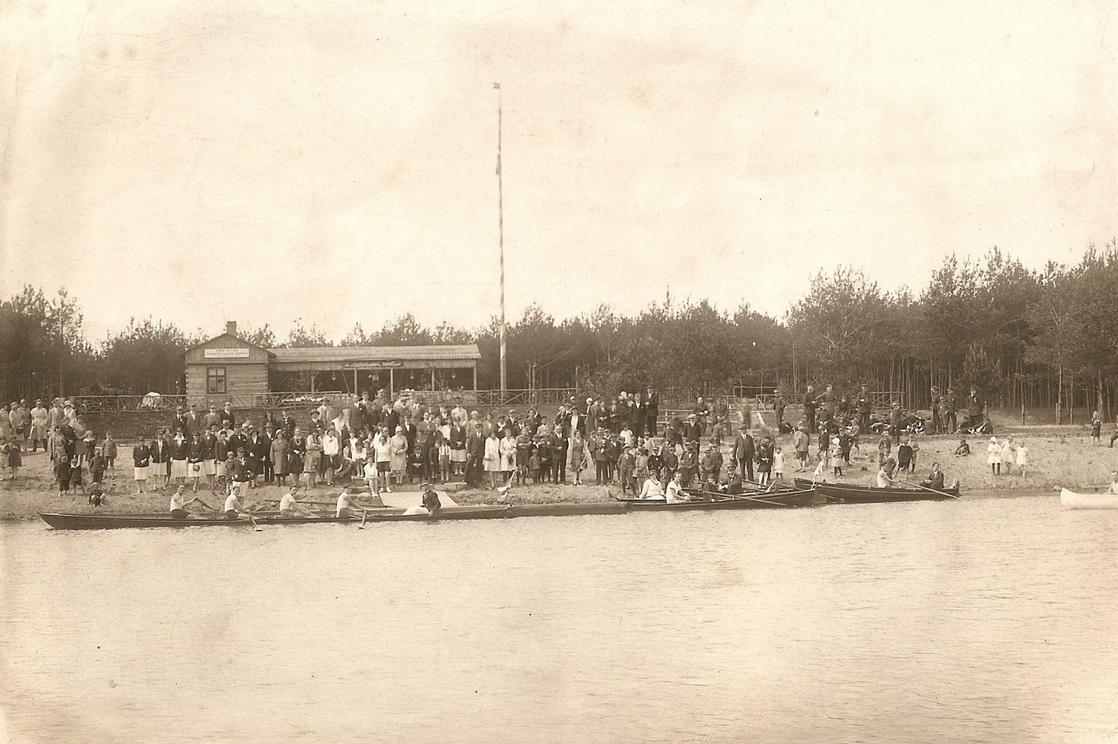
Zdjęcie grupowe z łodziami
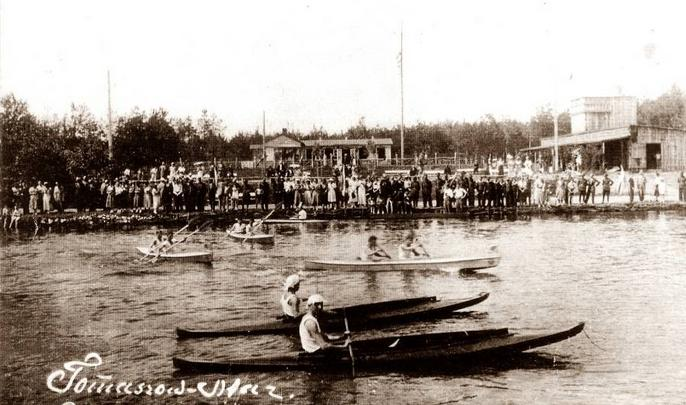
Zawody kajakowe z okazji otwarcia przystani w 1927 r.

## Rewitalizacja przystani

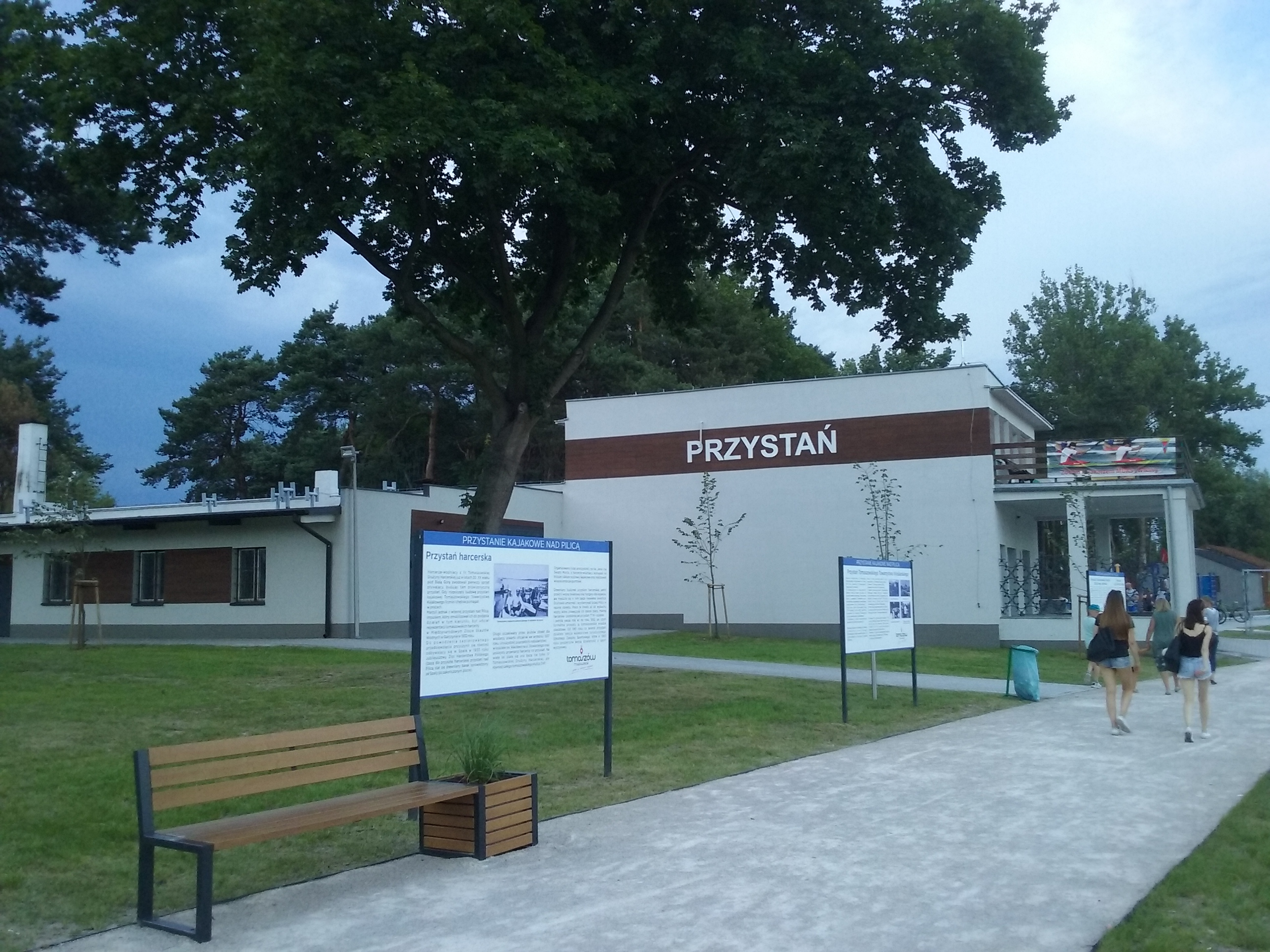
Obecny budynek przystani wioślarskiej. Wzdłuż promenady tablice z historią tomaszowskiego wioślarstwa

W 2018 r. rozpoczęto przebudowę przystani. Dobudowano m.in. kilka boisk do gier zespołowych (np. stałe boiska do siatkówki plażowej), a w centralnym miejscu wybudowano amfiteatr. Otwarcie obiektu nastąpiło w lipcu 2020 r.. 